# 柳州工业博物馆
柳州工业博物馆（英語：Liuzhou Industrial Museum）位于中国广西壮族自治区柳州市文昌桥头东侧，是一所工业主题博物馆。

## 历史
2012年5月1日建成开馆，位于广西柳州市城中区文昌路200号，紧邻柳州市河东公园和窑埠古镇。占地面积10.6万平方米，总建筑面积6.2万平方米，展厅面积11,000多平方米。馆藏文物6000多件，其中包括上游型蒸汽机车和东风4B型柴油机车。

## 营业时间
- 周二至周日：上午九点至下午五点
- 周一闭馆

## 图集

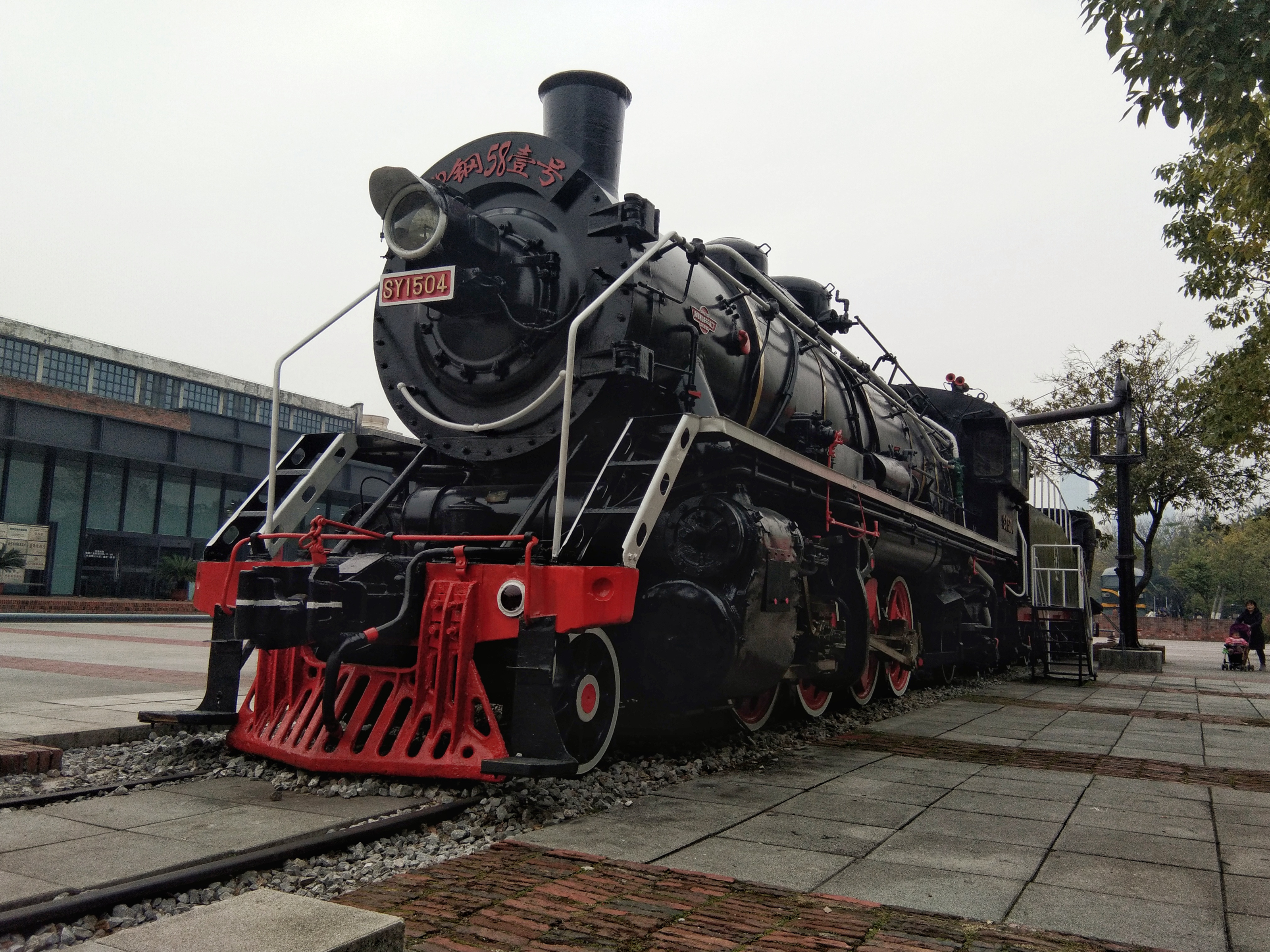
柳州工业博物馆外静态展示的上游型蒸汽机车
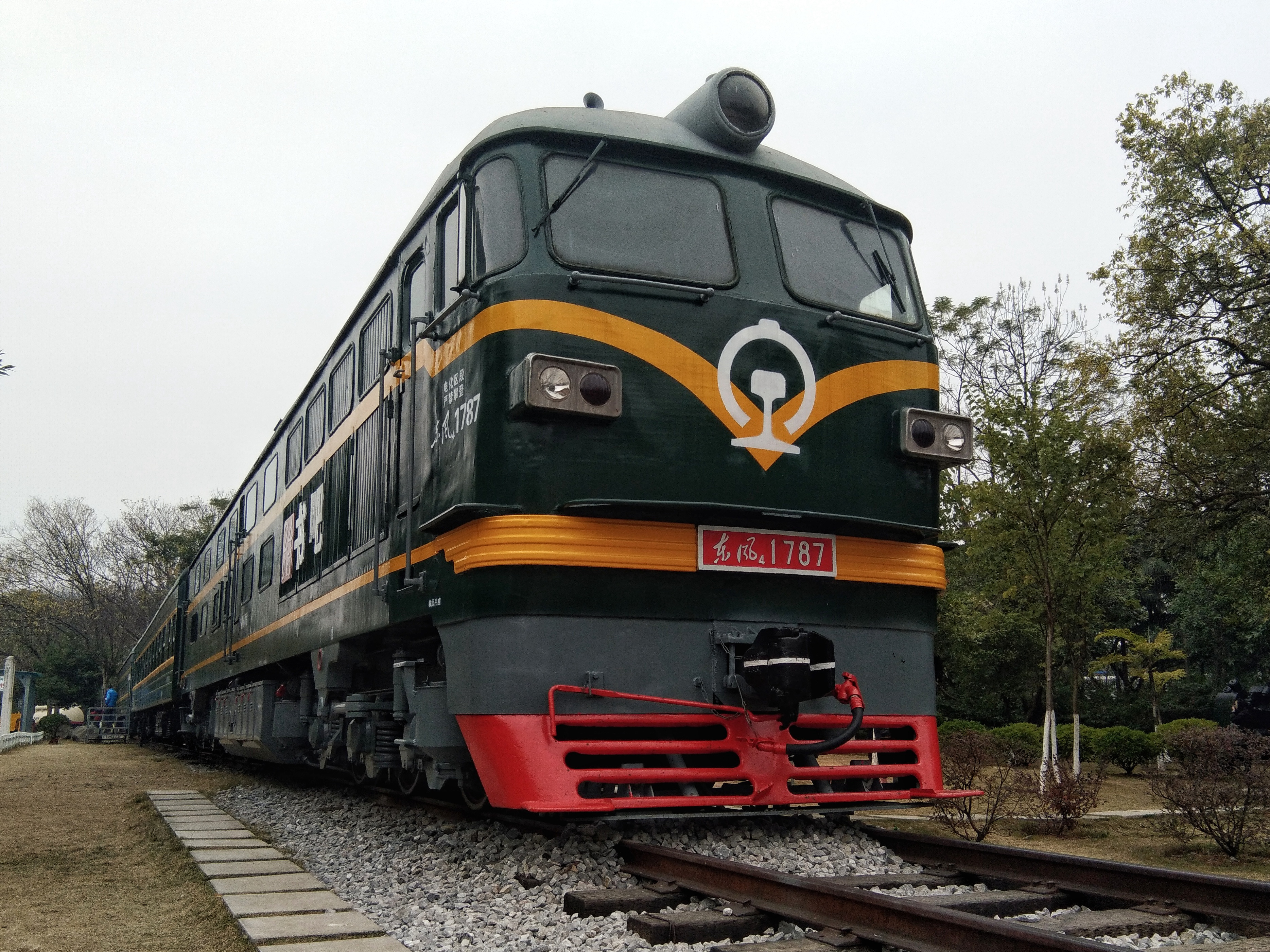
柳州工业博物馆外的东风4B型1787号内燃机车